# Guillermo Oliveras de la Riva
Guillermo Oliveras de la Riva   (Barcelona, 1907 - Barcelona, 1938) fou un pilot d'automobilisme català. Debutà el 1929 al circuit Terramar de Sant Pere de Ribes i poc després guanyà la seva primera cursa amb un Bugatti a la Rabassada. Dos anys més tard guanyà un repte de velocitat contra una avioneta a Terramar i el 1933 fou un dels participants en la primera cursa automobilística celebrada al circuit de Montjuïc.